# Пластика трикуспідального клапана
Пла́стика трикуспіда́льного кла́пана (англ. Tricuspid valve repair) — кардіохірургічна операція на трикуспідального клапана серця, що виконується з метою анатомічної його корекції та відновлення його пропускної та замикальної функцій, які порушені внаслідок захворювань, вроджених вад розвитку та травм трикуспідального клапана. Особливістю пластики трикуспідального клапана, на відміну від протезування трикуспідального клапана, є відсутність застосування сторонніх штучних протезів клапанів.